# لیکوالیکایی گلوحنایی

لیکوالیکایی گلوحنایی (نام علمی: Spelaeornis caudatus) گونه‌ای از پرندگان خانواده لیکویان جهان قدیم است که در بوتان، هند و نپال یافت می‌شود.
زیستگاه طبیعی آن جنگل‌های پهن‌برگ هیمالیای شرقی است. به دلیل نابودی زیستگاه کمیاب می‌شود.